# Liste des monarchies en Afrique

Carte de l'Afrique représentant les systèmes politiques du continent : trois monarchies (en rouge) et cinquante et une républiques (en bleu).

Il existe plusieurs monarchies en Afrique. Ce sont des États souverains ou des territoires dépendants qui ont un monarque comme chef d'État. Le souverain hérite de sa fonction et la conserve généralement jusqu'à sa mort ou jusqu'à son abdication. Seules trois d'entre elles sont actuellement des États souverains : deux sont des monarchies constitutionnelles, dans lesquelles le souverain est lié par les lois et coutumes dans l'exercice de ses pouvoirs (Lesotho et Maroc), et une est une monarchie absolue, dans laquelle le souverain règne sans limites (Eswatini). Les autres sont des dépendances de monarchies européennes. En plus de celles-ci, il existe également des monarchies traditionnelles qui n'interfèrent pas avec le régime républicain en vigueur dans les États qui les accueillent.

## Monarchies actuelles
| État                                         | Régime          | Succession              | Dynastie | Titre | Titulaire | Titulaire                    | Règne depuis le  | Héritier apparent              |
| -------------------------------------------- | --------------- | ----------------------- | -------- | ----- | --------- | ---------------------------- | ---------------- | ------------------------------ |
| Royaume du Maroc                             | Constitutionnel | Héréditaire             | Alaouite | Roi   |           | Mohammed VI 21 août 1963     | 23 juillet 1999  | Prince Hassan du Maroc         |
| Royaume d'Eswatini                           | Absolu          | Héréditaire et élective | Dlamini  | Roi   |           | Mswati III 19 avril 1968     | 25 avril 1986    | Non désigné                    |
| Royaume du Lesotho                           | Constitutionnel | Héréditaire et élective | Seeiso   | Roi   |           | Letsie III 17 juillet 1963   | 7 février 1996   | Prince Lerotholi Seeiso (en)   |
| Territoire                                   | Régime          | Succession              | Dynastie | Titre | Titulaire | Titulaire                    | Règne depuis le  | Héritier apparent              |
| Communauté autonome des Canaries             | Constitutionnel | Héréditaire             | Bourbon  | Roi   |           | Felipe VI 30 janvier 1968    | 19 juin 2014     | Leonor, princesse des Asturies |
| Ville autonome de Ceuta                      | Constitutionnel | Héréditaire             | Bourbon  | Roi   |           | Felipe VI 30 janvier 1968    | 19 juin 2014     | Leonor, princesse des Asturies |
| Ville autonome de Melilla                    | Constitutionnel | Héréditaire             | Bourbon  | Roi   |           | Felipe VI 30 janvier 1968    | 19 juin 2014     | Leonor, princesse des Asturies |
| Sainte-Hélène, Ascension et Tristan da Cunha | Constitutionnel | Héréditaire             | Windsor  | Roi   |           | Charles III 14 novembre 1948 | 8 septembre 2022 | William, prince de Galles      |

### États souverains

#### Lesotho

Armoiries du Lesotho.

Le Lesotho, une enclave de l'Afrique du Sud, est une monarchie constitutionnelle. La monarchie actuelle est établie en 1824 lorsque Moshoeshoe Ier, un chef de tribu, réunit des tribus en guerre dans le royaume Basotho. Après sa mort en 1870, le royaume est placé sous le contrôle nominal de la colonie britannique du Cap voisine, mais les tribus indigènes se révoltent et le contrôle britannique total n'est établi qu'en 1884 sous le nom de Basutoland. Pendant cette période, la monarchie continue d'exister avec à sa tête un chef suprême disposant d'un degré modéré d'autonomie, en particulier dans les zones rurales. L'indépendance formelle est accordée en 1966 et une monarchie constitutionnelle est établie. Cependant, le gouvernement démocratiquement élu est renversé en 1970 par le Premier ministre lors d'un auto-coup d'État. La monarchie est alors mise à l'écart, notamment par un gouvernement militaire entre 1986 et 1993, date à laquelle la démocratie est restaurée. Le monarque actuel, le roi Letsie III, est monté sur le trône en 1996.
En vertu de la Constitution actuelle, adoptée en 1993, le roi est un monarque constitutionnel et le chef de l'État, le pouvoir étant exercé par le Parlement. Bien que la succession soit héréditaire dans la pratique, le roi est officiellement nommé par le Collège des chefs selon les pratiques traditionnelles. Le Collège des chefs nomme également un régent si cela s'avère nécessaire. Le Premier ministre a également le pouvoir de déclarer le trône vacant si le roi viole son serment ou est jugé inapte à gouverner.

#### Maroc

Armoiries du Maroc.

Le Maroc, situé au nord-ouest de l'Afrique, a une histoire longue et bien établie qui remonte à l'Antiquité. D'origine carthaginoise, le territoire est contrôlé par l'Empire romain, les Vandales et l'Empire byzantin avant de passer sous contrôle arabe au VIIe siècle. À cette époque, les habitants du Maroc sont connus sous le nom de Maures. Après la fin de la Reconquista en 1492, l'État marocain connaît une longue période de déclin avant de tomber sous le double contrôle français et espagnol en 1912. L'indépendance est obtenue en 1956, le sultan Mohammed ben Youssef prenant le titre de roi sous le nom de Mohammed V. Le roi actuel, Mohammed VI, est monté sur le trône en 1999.
En vertu de la Constitution actuelle, adoptée en 2011, le Maroc est une monarchie constitutionnelle, bien que le roi conserve un certain nombre de pouvoirs. Il est le président du Conseil supérieur des Oulémas, chargé de maintenir l'islam au Maroc, ainsi que de la Cour suprême du Maroc. Le roi est également un membre actif du cabinet du Maroc, ayant le pouvoir de révoquer les ministres et de définir le programme du gouvernement. Il préside également le Conseil de sécurité, qui supervise l'armée.

#### Eswatini (anciennement Swaziland)

Armoiries de l'Eswatini.

L'Eswatini, situé au sud-est de l'Afrique, est né, comme le Lesotho, d'une confédération de tribus africaines. Toutefois, elle précède le Lesotho d'environ soixante-quinze ans, au milieu du XVIIIe siècle. À cette époque, le chef du peuple Swazi, Ngwane III, déplace sa tribu à l'endroit où elle se trouve actuellement et s'unit à d'autres tribus africaines. À partir des années 1830, les commerçants britanniques et les Boers, des colons néerlandais, interagissent avec la tribu Swazi. Les Swazi, analphabètes, finissent par signer sans le savoir des traités cédant leurs terres aux républiques boers, qui en prennent possession en 1894. En 1902, après la guerre des Boers, les Britanniques prennent le contrôle du Swaziland. Ce n'est qu'en 1967 que les Swazi reprennent la gestion de leurs affaires intérieures. L'indépendance est accordée l'année suivante. Pendant la majeure partie de la période coloniale, les Swazi sont gouvernés par Sobhuza II, qui devient roi au moment de l'indépendance. En 1973, Sobhuza II abolit la Constitution démocratique mise en place au moment de l'indépendance et se déclare souverain absolu. Il meurt en 1982 après quatre-vingt-deux ans de règne, le plus long règne vérifié de tous les monarques. Le souverain actuel, le roi Mswati III, est monté sur le trône en 1986. Une nouvelle Constitution est établie en 1998, permettant un certain degré de démocratie, mais, dans la pratique, l'Eswatini reste une monarchie absolue et la capacité des citoyens à participer au processus politique est limitée.

### Dépendances d'autres États souverains

#### Îles Canaries

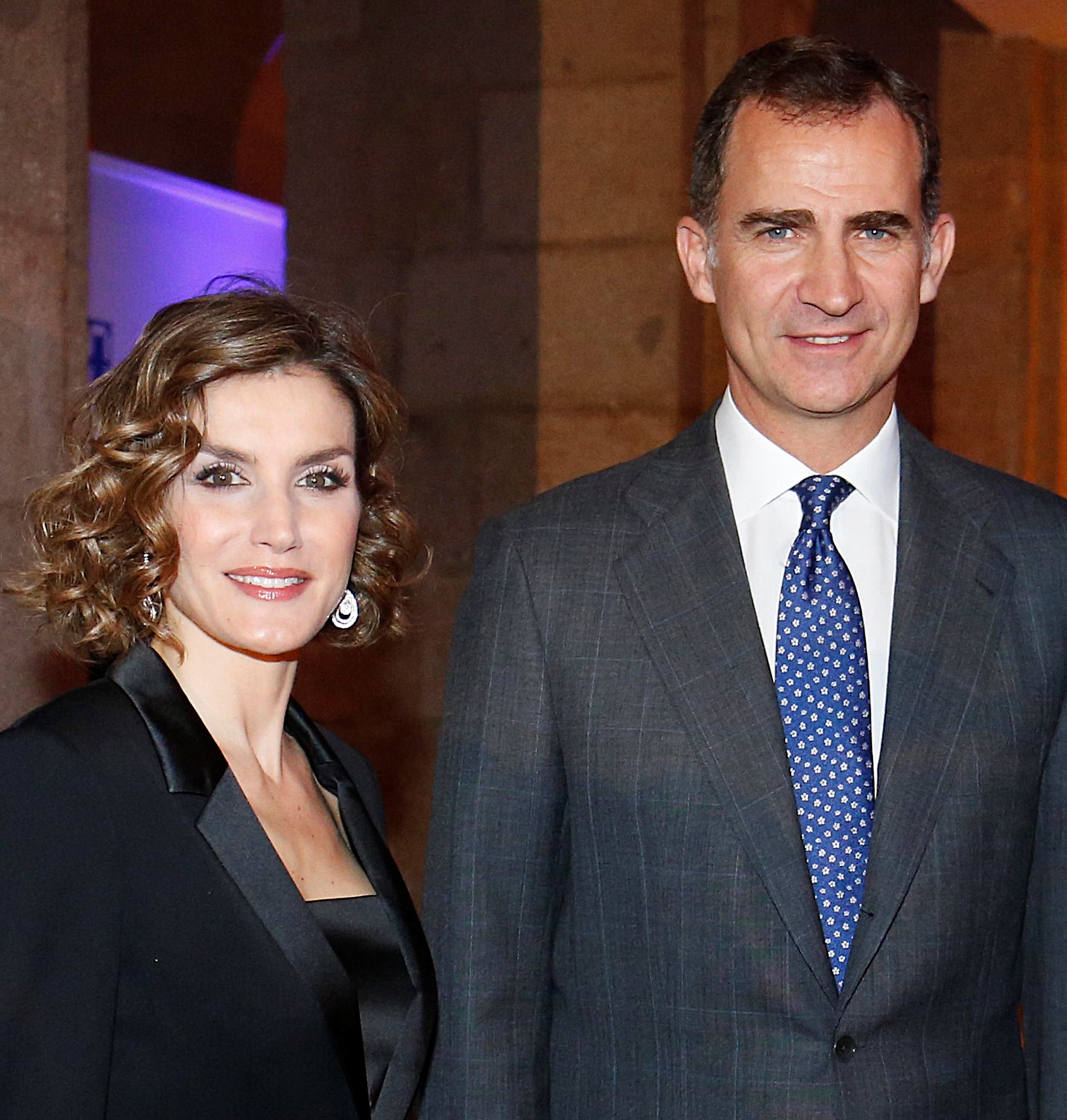
Le roi Felipe VI et la reine Letizia.

Les îles Canaries sont un archipel de treize îles situées au large des côtes du Maroc. À l'origine habitées par les Guanches, les îles sont colonisées par la reine de Castille, Catherine de Lancastre. Au cours du XVe siècle, elles sont contrôlées par le prince Henri de Portugal (dit « le Navigateur »), mais l'Espagne en reprend le contrôle en 1479. L'Espagne achève sa conquête des îles en 1496 et les utilise comme port d'exploration occidental. En raison de leur importance pour le commerce espagnol, elles sont fréquemment attaquées par des pirates et des corsaires tels que Sir Francis Drake en 1595. Les îles obtiennent le statut d'autonomie en 1982.

En tant que communauté autonome d'Espagne, les Canaries jouissent d'un degré d'autonomie substantiel. Le gouvernement des Canaries est organisé selon un système parlementaire, avec un président élu parmi les membres du Parlement des Canaries. Plus exactement, il est nommé par le roi d'Espagne, qui est tenu de se conformer au choix du Parlement des Canaries. Le gouvernement dispose d'une autonomie sur de larges compétences, notamment en matière de ressources naturelles et de tourisme, ainsi que d'un système fiscal unique. Il partage les pouvoirs en matière d'agriculture et de commerce avec le gouvernement du royaume d'Espagne et est chargé de superviser la mise en œuvre des mesures prises par le gouvernement de l'Espagne dans les domaines où le gouvernement des Canaries n'est pas autonome. En outre, chaque île dispose d'un degré d'autonomie par rapport au gouvernement des Canaries pour gérer ses affaires locales. 

#### Ceuta et Melilla
Ceuta et Melilla sont deux villes situées sur la côte nord-ouest de l'Afrique, à la frontière du Maroc. Toutes deux fondées par les Carthaginois, elles passent ensuite sous le contrôle successif des Romains, des Vandales et des Byzantins avant d'être conquises par les Arabes au VIIIe siècle. Ceuta, en particulier, sert de base à la conquête de l'Espagne par les Maures au cours de cette période. En 1415, Ceuta est conquise par les Portugais, tandis que Melilla tombe aux mains des Espagnols en 1497. Lorsque les royaumes d'Espagne et de Portugal s'unissent en 1580, Ceuta passe également sous contrôle espagnol. Au cours de la guerre hispano-marocaine, les deux villes gagnent des territoires supplémentaires pour s'étendre jusqu'aux frontières actuelles. L'autonomie leur est accordée en 1995. Aujourd'hui, le Maroc prétend toujours que les deux villes font partie du territoire marocain, ce qui crée des tensions entre les deux pays voisins,.
Les gouvernements des deux villes sont de nature parlementaire, avec un président faisant office à la fois de chef du gouvernement, de maire et de président de l'Assemblée. Les villes jouissent d'un large degré d'autonomie, le gouvernement de l'Espagne n'étant compétent que dans les domaines de la communication et du commerce. Elles disposent toutes deux d'une autonomie fiscale qui leur permet de taxer les résidents afin de financer de nombreux services municipaux tels que la police,.

#### Sainte-Hélène, Ascension et Tristan da Cunha

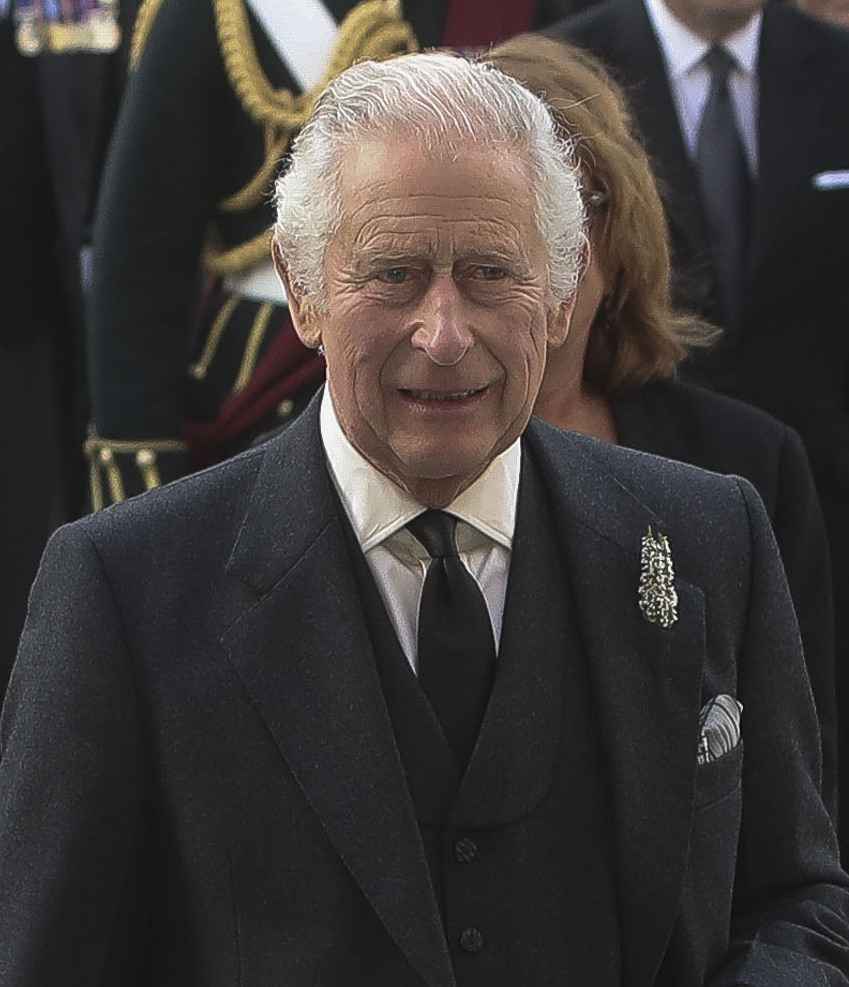
Le roi Charles III (roi du Royaume-Uni).

Sainte-Hélène, Ascension et Tristan da Cunha est un territoire britannique d'outre-mer situé dans l'océan Atlantique. Il est dirigé par le roi Charles III, qui est représenté localement par un gouverneur. L'île de Sainte-Hélène est découverte en 1502 par João da Nova, explorateur espagnol au service du Portugal. L'île est ensuite longtemps utilisée comme poste de passage, sans toutefois qu'elle constitue une colonie permanente. Pendant l'interrègne anglais, la Compagnie britannique des Indes orientales reçoit d'Oliver Cromwell une charte pour gouverner Sainte-Hélène. Pendant près de deux cents ans, les Britanniques maintiennent la domination de la Compagnie. Elle ne prend fin qu'au début des années 1800, date à laquelle la souveraineté passe aux Britanniques eux-mêmes.
L'île de l'Ascension est ajoutée au territoire en 1922, de même que l'archipel Tristan da Cunha en 1938.

### Monarchies traditionnelles
Une série de monarchies traditionnelles existent dans un certain nombre des 51 États souverains d'Afrique restants. L'autorité traditionnelle est dévolue aux monarques de ces circonscriptions en vertu du droit coutumier en règle générale, bien que certains d'entre eux bénéficient également d'une reconnaissance constitutionnelle ou statutaire de leurs titres dans les États qui les accueillent. Des personnalités telles que les chefs traditionnels nigérians et le roi zoulou d'Afrique du Sud sont représentatives de cette catégorie.

## Anciennes monarchies

### Afrique précoloniale

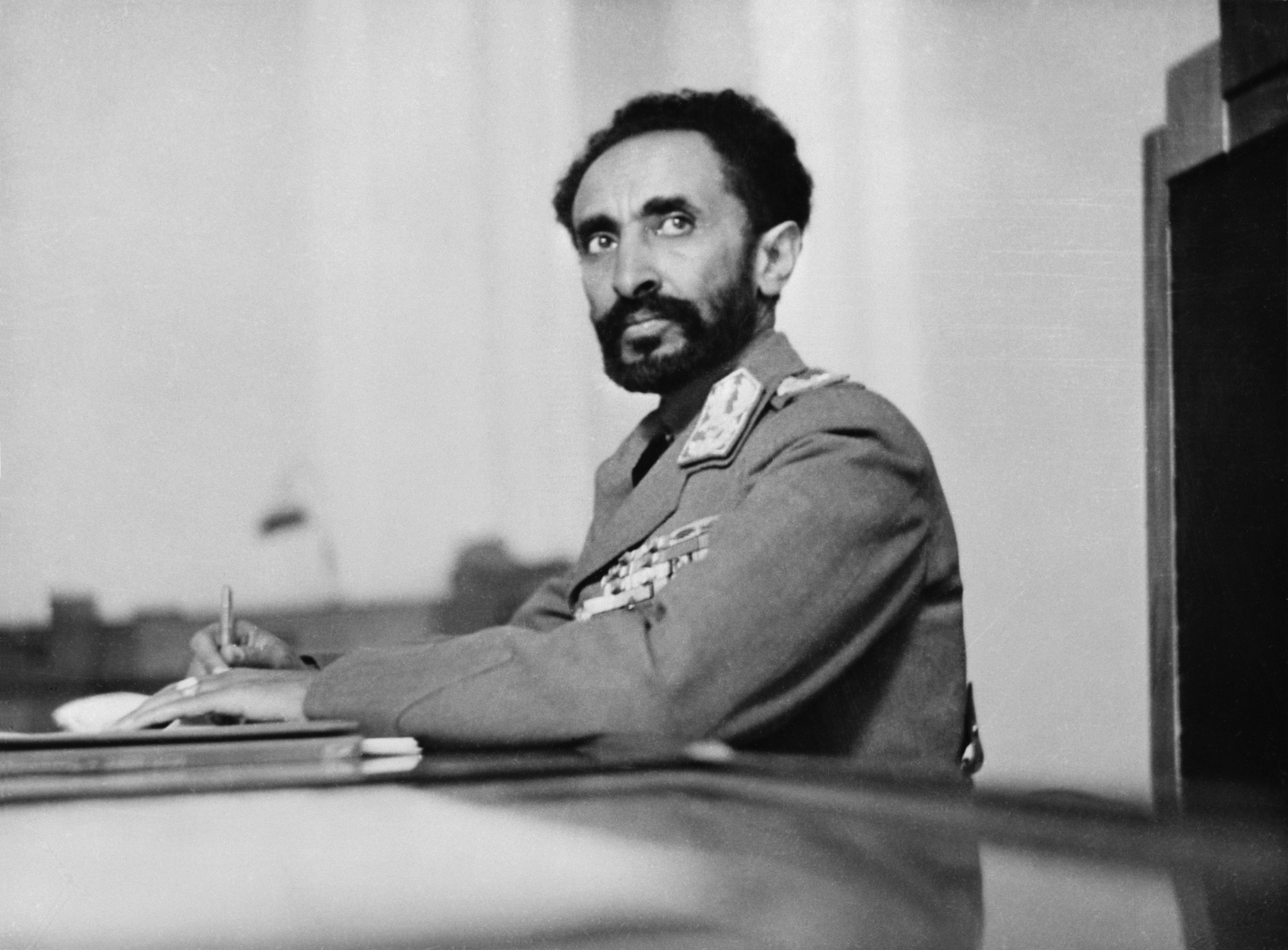
L'empereur Haïlé Sélassié Ier.

- Empires de l'âge du fer en Afrique du Nord.
- Égypte antique.
- Empires (califats) islamiques médiévaux (VIIIe au XIIIe siècle)[22] en Afrique du Nord.
- Royaumes sahéliens médiévaux.
- Empire éthiopien (aboli en 1975)[23].
- Empires de la « période de transition » du XVe au XIXe siècle :
  - sultanats islamiques du Soudan et le grand empire somali (Empire de l'Or) ;
  - royaumes d'Afrique occidentale succédant aux royaumes sahéliens ;
  - royaumes d'Afrique centrale et australe tels que le royaume du Kongo et l'empire du Monomotapa.
- Royaume de Madagascar (aboli en 1897).
- Royaume du Rwanda (aboli en 1962).
- Royaume du Burundi (aboli en 1966).

### XXesiècle
- Ankolé (Ouganda) (aboli en 1967).

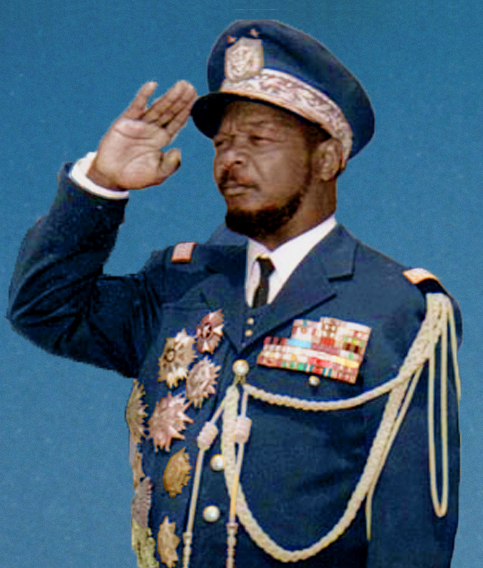
L'empereur Bokassa Ier.

- Empire centrafricain (aboli en 1979)[24].
- État indépendant du Congo (annexé par la Belgique en 1908).
- Royaume d'Égypte (aboli en 1953).
- Royaume de Libye (aboli en 1969).
- Royaume de Tunisie (aboli en 1957).
- Sultanat du Zanzibar (aboli en 1963).

### Anciens royaumes du Commonwealth
| État                   | Monarque                 | Représentant                          | Abolition de la monarchie |
| ---------------------- | ------------------------ | ------------------------------------- | ------------------------- |
| Gambie                 | Élisabeth II (1926-2022) | Gouverneur général de la Gambie       | 24 avril 1970             |
| Ghana                  | Élisabeth II (1926-2022) | Gouverneur général du Ghana           | 1er juillet 1960          |
| Kenya                  | Élisabeth II (1926-2022) | Gouverneur général du Kenya           | 12 décembre 1964          |
| Malawi                 | Élisabeth II (1926-2022) | Gouverneur général du Malawi          | 6 juillet 1966            |
| Maurice                | Élisabeth II (1926-2022) | Gouverneur général de Maurice         | 12 mars 1992              |
| Nigeria                | Élisabeth II (1926-2022) | Gouverneur général du Nigeria         | 1er octobre 1963          |
| Ouganda                | Élisabeth II (1926-2022) | Gouverneur général de l'Ouganda       | 9 octobre 1963            |
| Rhodésie               | Élisabeth II (1926-2022) | Administrateur du gouvernement        | 2 mars 1970               |
| Sierra Leone           | Élisabeth II (1926-2022) | Gouverneur général de la Sierra Leone | 19 avril 1971             |
| Tanganyika             | Élisabeth II (1926-2022) | Gouverneur général du Tanganyika      | 9 décembre 1962           |
| Union d'Afrique du Sud | Élisabeth II (1926-2022) | Gouverneur général d'Afrique du Sud   | 31 mai 1961               |